# Javier Eduardo López
Javier Eduardo López (Torreón, 1994. szeptember 17. –) mexikói labdarúgó, a Pachuca középpályása.

## Pályafutása
López a mexikói Torreón városában született. Az ifjúsági pályafutását 2010-ben, a Guadalajara akadémiájánál kezdte.
2013-ban mutatkozott be a Guadalajara első osztályban szereplő felnőtt csapatában. A klubbal megnyert a 2017-es Clausurát. 2021-ben az észak-amerikai első osztályban érdekelt San Jose Earthquakeshez igazolt kölcsönben. Először a 2021. április 17-ei, Houston Dynamo ellen 2–1-re elvesztett mérkőzésen lépett pályára. Első gólját 2021. május 2-án, a DC United ellen hazai pályán 4–1-re megnyert találkozón szerezte meg.
2022. július 18-án a Pachuca szerződtette. 2022. augusztus 22-én, a León ellen 1–0-ra megnyert bajnokin debütált. 2022. augusztus 26-án, a Atlas ellen 3–1-es győzelemmel zárult mérkőzésen megszerezte első gólját a klub színeiben.

## Statisztikák
2023. január 30. szerint
| Klub                              | Szezon   | Osztály  | Bajnokság | Bajnokság | Kupa  | Kupa | Nemzetközi | Nemzetközi | Összesen | Összesen |
| Klub                              | Szezon   | Osztály  | Meccs     | Gól       | Meccs | Gól  | Meccs      | Gól        | Meccs    | Gól      |
| --------------------------------- | -------- | -------- | --------- | --------- | ----- | ---- | ---------- | ---------- | -------- | -------- |
| Guadalajara                       | 2013–14  | Liga MX  | 6         | 0         | 3     | 3    | —          | —          | 9        | 3        |
| Guadalajara                       | 2014–15  | Liga MX  | 0         | 0         | 1     | 0    | —          | —          | 1        | 0        |
| Guadalajara                       | 2015–16  | Liga MX  | 15        | 3         | 2     | 0    | —          | —          | 17       | 3        |
| Guadalajara                       | 2016–17  | Liga MX  | 38        | 2         | 9     | 3    | —          | —          | 47       | 5        |
| Guadalajara                       | 2017–18  | Liga MX  | 30        | 3         | 5     | 0    | —          | —          | 35       | 3        |
| Guadalajara                       | 2018–19  | Liga MX  | 18        | 2         | 5     | 1    | 6          | 1          | 29       | 4        |
| Guadalajara                       | 2019–20  | Liga MX  | 22        | 6         | 3     | 0    | —          | —          | 25       | 6        |
| Guadalajara                       | 2020–21  | Liga MX  | 9         | 0         | 3     | 0    | —          | —          | 12       | 0        |
| Guadalajara                       | Összesen | Összesen | 138       | 16        | 31    | 7    | 6          | 1          | 175      | 24       |
| San Jose Earthquakes (kölcsönben) | 2021     | MLS      | 32        | 12        | 0     | 0    | —          | —          | 32       | 12       |
| San Jose Earthquakes (kölcsönben) | 2022     | MLS      | 4         | 1         | 1     | 0    | —          | —          | 5        | 1        |
| San Jose Earthquakes (kölcsönben) | Összesen | Összesen | 36        | 13        | 1     | 0    | 0          | 0          | 37       | 13       |
| Pachuca                           | 2022–23  | Liga MX  | 19        | 6         | 0     | 0    | —          | —          | 19       | 6        |
| Összesen                          | Összesen | Összesen | 192       | 35        | 32    | 7    | 6          | 1          | 230      | 43       |

## Sikerei, díjai
Guadalajara
- Liga MX
  - Bajnok (1): 2017 Clausura

- Copa MX
  - Győztes (2): 2015 Apertura, 2017 Clausura

- Supercopa MX
  - Győztes (1): 2016

- CONCACAF-bajnokok ligája
  - Győztes (1): 2018